# Thabana Ntlenyana
Il Thabana Ntlenyana è una montagna del Lesotho con i suoi 3 482 metri è la cima più elevata dei Monti dei Draghi e dell'intera Africa meridionale.
Il suo nome in lingua sesotho significa letteralmente montagna piccola e bella.

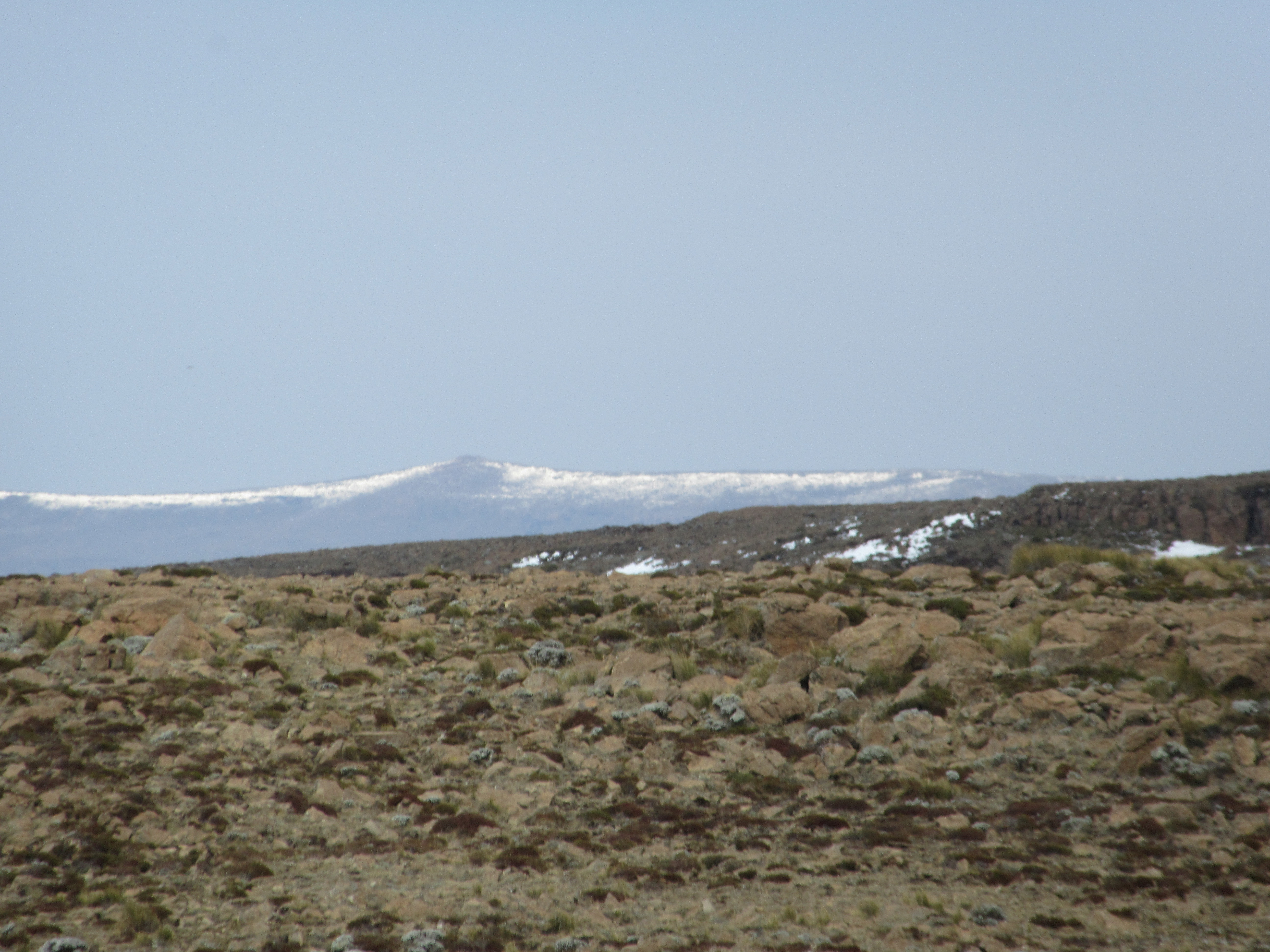
Thabana Ntlenyana vista dal Giants Castle Ridge